# Санься (Новий Тайбей)
Санься (кит.: 三峽區) — район в місті центрального підпорядкування Республіки Китай Новий Тайбей.
До 2010 року був міською волостю (鎮 zhèn) повіту Тайбей (кит. трад.: 縣; піньїнь: xiàn; певедзі: koān), заснованого 7 січня 1946 року, у складі провінції Тайвань. 25 грудня 2010 року став частиною (кит. трад.: 區; піньїнь: qū; певедзі: ku) новоутовреного міста.

## Географія
Площа району Санься на 10 вересня 2017 становила близько 191,4508 км².

## Населення
Населення району Санься на 2015 становило близько 112 775 осіб. Густота населення становила 589,1 осіб/км².